# 美濃電気軌道
美濃電気軌道（みのでんききどう）は、かつて岐阜県一帯に鉄道路線・路面電車（軌道）路線を有していた会社。通称は美濃電。
後の名鉄名古屋本線笠松駅以北（現存）と、岐阜市内線・揖斐線・高富線・鏡島線・美濃町線を運営したが、1930年（昭和5年）に岐阜進出を図る（旧）名古屋鉄道と合併し、名岐鉄道となった（その後更に名岐鉄道と愛知電気鉄道との合併を経て現在の名古屋鉄道となる）。
本項では、美濃電気軌道に合併された長良軽便鉄道および岐北軽便鉄道についても合わせて記述する。

## 概要
岐阜市の箕浦宗吉などといった52名の資本家によって創設され、1911年（明治44年）に岐阜停車場前（柳ヶ瀬、後の岐阜駅前駅） - 今小町間で後の岐阜市内線に当たる路線を開業させたのを皮切りにして、順次路線を延伸する。1914年（大正3年）には、初の郊外路線でもある笠松線（後の名古屋本線）を部分開業させた。
1915年（大正4年）には後の高富線である長良軽便鉄道の路線と接続し、連絡運輸を行うようになったが、1920年（大正9年）には同社を合併、本格的に直通運転を行うようにした。なお、後の揖斐線を経営していた岐北軽便鉄道も1921年（大正10年）には合併しているが、こちらとの直通運転は美濃電が名鉄に合併された後の1967年（昭和42年）まで実現しなかった。
その頃、（旧）名古屋鉄道はそれまでの本業であった市内線（名古屋市へ譲渡）を失い、一宮線（廃線）・犬山線・津島線などといった郊外路線のみの営業となっていたため、新たな活路を見出そうと、名古屋・岐阜という2つの県庁所在都市を結ぶ路線（今の名古屋本線）を敷設することを目論んだ。
その過程において、新岐阜駅 - 笠松駅に笠松線を有していた美濃電を合併し、新線建設に際して同社の保有路線を用いるのが効率的であったことと、中部圏における自主的な私鉄統合の流れによって、1930年（昭和5年）に名古屋鉄道へ美濃電は合併された。その直後、名古屋鉄道は社名を名岐鉄道と改称し、1935年（昭和10年）には木曽川橋梁を完成させ、名岐間の直通路線を実現した（実現まもなく、名岐鉄道と愛知電気鉄道の合併があった）。

## 保有路線
1930年合併時
- 軌道線

美濃電気軌道路線図

  - 市内本線：駅前停留場 - 徹明町停留場 - 美濃電柳ヶ瀬停留場 - 長良北町停留場
  - 市内支線：徹明町停留場 - 千手堂停留場 - 忠節橋停留場
  - 美濃町線：美濃電柳ヶ瀬停留場 - 新美濃町駅
- 鉄道線
  - 笠松線：新岐阜駅 - 笠松駅
  - 北方線：忠節駅 - 本揖斐駅
  - 高富線：長良駅 - 高富駅
  - 鏡島線：千手堂駅 - 鏡島駅

### 未成線
- 瀬尻村小瀬 - 太田町東町 11.6km : 1918年7月出願、1919年9月却下[5][6]。
- 琴塚 - 鵜沼 13.9km : 1921年1月出願、1921年5月返付[5][6]。
- 岐阜 - 今伊勢町 - 名古屋市堀内町 29.4km : 1921年1月出願、その後却下。名古屋電鉄、東海道電鉄、愛知電鉄らによる名岐間鉄道計画に対する対抗策[7][8]。
- 今伊勢町 - 草井村 9.4km : 1921年4月出願、1924年8月却下。名岐間計画線の支線[7][8]。
- 各務線・芥見線：1922年4月出願、1922年9月14日取得[9]
  - 金園町 - 那加 - 芥見 9.8km
  - 那加 - 各務 6.0km
- 芥見線 (変更)：1925年2月19日変更認可[10]
  - 長住町 - 岩戸前 - 芥見 11.1km
- 芥見線（短縮）：1925年8月15日短縮認可[10]、1928年6月9日起業廃止[11]
  - 長住町 - 岩戸前　2.5km
- 芥見線 (別案)
  - 長住町 - 芥見 13.1km : 1928年5月出願、1928年6月取得、1932年11月失効[5][6]。

## 年表
路線ごとの詳細は、各路線の項目を参照のこと

岐阜付近の路線変遷

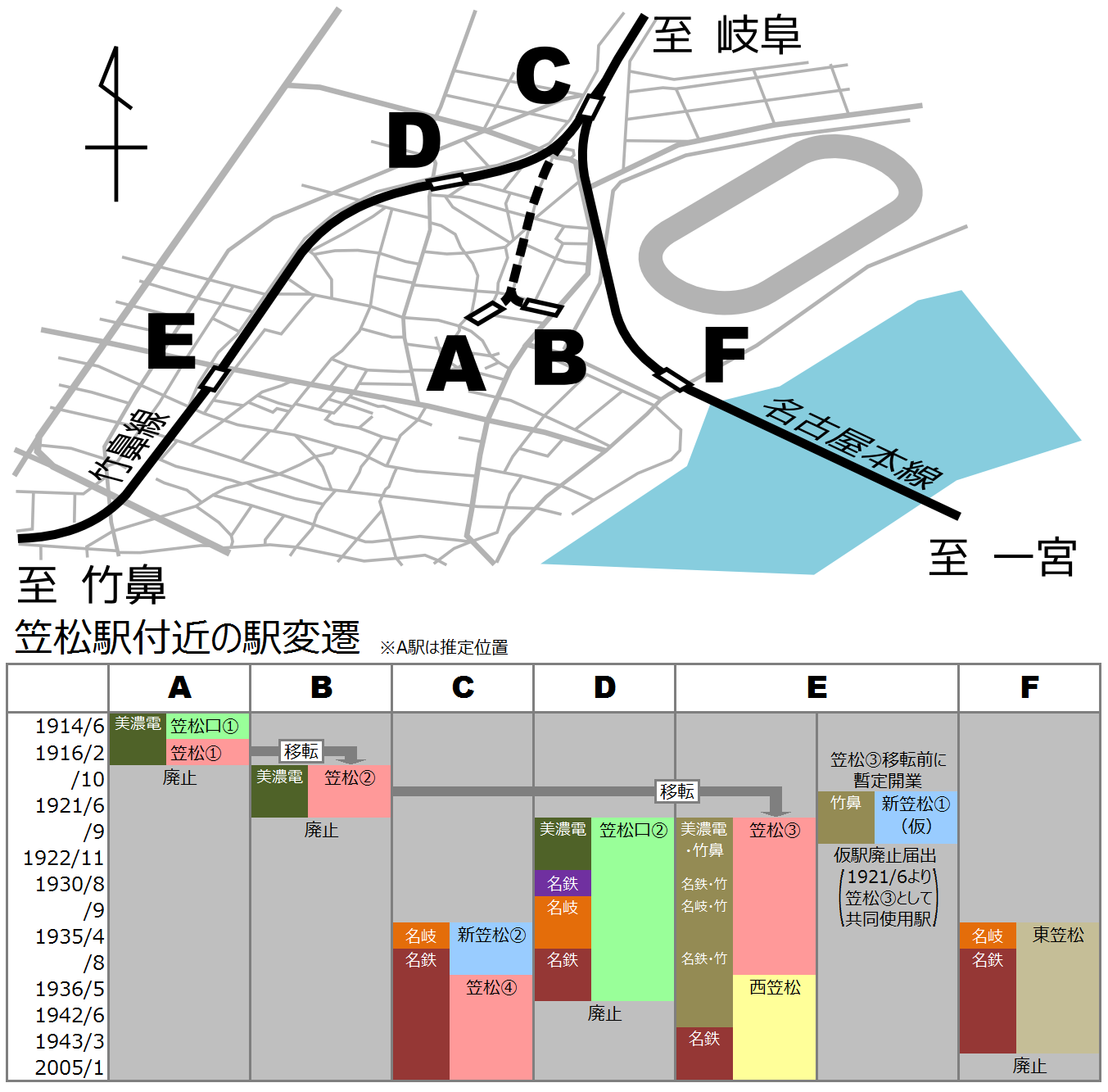
笠松付近の路線変遷

- 1907年（明治40年）9月5日 軌道線敷設特許状下付[12]
- 1909年（明治42年）11月20日 創立[13]初代社長は才賀藤吉[14]
- 1911年（明治44年）
  - 2月11日 初の路線である、駅前 - 今小町間、神田町-上有知間開業
  - 10月7日 今小町 - 本町間が開業[12]
- 1912年（明治45年）2月23日 軽便鉄道免許状下付（岐阜市神田町八丁目-羽島郡笠松町間）[15]
- 1912年（大正元年）8月28日 本町 - 長良橋間が開業[12]
- 1913年（大正2年）8月21日 岐阜駅移転に伴い駅前を移転。
- 1914年（大正3年）
  - 6月2日 初の郊外路線として、笠松線の広江（廃駅） - 笠松口間開業[16]
  - 7月15日 才賀藤吉社長辞任[17]
  - 12月26日 新岐阜-広江間開業[18]
- 1915年（大正4年）
  - 10月20日 福田継治郎が社長に就任[注釈 3]
  - 11月20日 長良北町延伸により、長良北町 - 高富間の長良軽便鉄道と接続[12]
- 1918年（大正7年）
  - 4月3日 電燈事業開始[19]
  - 10月 車庫を長住町付近に移転
- 1920年（大正9年）9月10日 長良軽便鉄道を合併、高富線とする
- 1921年（大正10年）
  - 6月13日 初の四軸ボギー車である、BD500形を笠松線に投入
  - 9月6日 鉄道免許状下付（岐阜市神室町-稲葉郡鏡島村間）[20]
  - 9月21日 - 竹鼻鉄道との接続のため、笠松駅 （2代）を笠松駅 （3代）へ移転し、笠松駅 （2代）および旧線区間廃止[21]。
  - 11月10日 忠節 - 北方町（美濃北方）間の路線と本巣郡席田村-揖斐郡大野村間の鉄道敷設免許[22]を有した岐北軽便鉄道を合併、北方線とする
- 1922年（大正11年）
  - 1月13日 鉄道免許状下付（揖斐郡大野村-同郡揖斐町）[23]
  - 4月 上遠野富之助、跡田直一が取締役に就任し名古屋鉄道の傘下に入る[24]
  - 9月14日 鉄道免許状下付（岐阜市金園町-稲葉郡芥見村、同郡那加村-同郡各務村間）[25]
- 1923年（大正12年）12月21日 BD505形を、笠松線と美濃町線に投入
- 1924年（大正13年）
  - 4月21日千手堂-鏡島間開業[26]
  - 11月4日 軌道特許状下付（岐阜市神田町-同市神室町）[27]
- 1925年（大正14年）
  - 2月21日 1922年9月14日に免許した区間の変更（岐阜市長住町-稲葉郡芥見村間）[28]
  - 6月1日 神田町五丁目-神室町四丁目間開業[29]
  - 8月15日 1922年9月14日に免許した区間の短縮認可（稲葉郡北長森村-同郡芥見村間） [30]
  - 12月11日 神室町四丁目-忠節四丁目間開業[29]
- 1926年（大正15年）
  - 4月6日 黒野延伸、同日に営業を開始した谷汲鉄道（黒野 - 谷汲）と接続[31]
  - 8月 半鋼製車のセミボ510形を笠松線に投入
- 1927年（昭和2年）7月5日 納涼電車運転届出[32]
- 1928年（昭和3年）
  - 6月8日 鉄道免許状下付（岐阜市長住町-稲葉郡芥見村間）[33]
  - 6月9日 鉄道起業廃止許可（岐阜市長住町-稲葉郡北長森村間）[34]
  - 9月18日 市内乗合自動車営業免許不許可[35]
  - 12月20日黒野-本揖斐間開業[36]
- 1930年（昭和5年）8月20日 （旧）名古屋鉄道[注釈 4]に合併、解散[37]

## 女性車掌
列車乗務員への女性採用は、明治時代においては男尊女卑の風潮の中でなかなか開始されないでいたが、1902年（明治35年）に讃岐鉄道、1906年（明治39年）には南海鉄道でそれぞれ列車給仕（食堂接客員）に女性が採用されるようになり、1903年（明治38年）には鉄道作業局（官営鉄道）でも、比較的業務が簡単な閑散期における新橋駅での乗車券販売に女性が登用された。
美濃電気軌道では、それを一歩推し進めて車掌に初めて女性を登用した。1918年（大正7年）4月18日のことであるが、第一次世界大戦の影響で好景気となり、乗務員が集まらなくなったことが導入の契機であった。当初は昼間時間帯のみの乗務であったが、後には始発から終電までのほぼ全時間帯で勤務させるようにした。
国鉄（管轄は、鉄道院→鉄道省→運輸通信省→運輸省→日本国有鉄道と変遷）の運営する省線電車（国電）で女性車掌が登場したのは、太平洋戦争下で多くの男子職員が兵に取られて人員不足となった1944年（昭和19年）のことであり、美濃電での登用は先進的な試みであった。

## 輸送・収支実績

### 軌道線
| 年度 | 輸送人員（人） | 貨物量（トン） | 営業収入（円） | 営業費（円） | 営業益金（円） | その他益金（円）              | その他損金（円） | 支払利子（円） | 距離（哩） |
| ---- | -------------- | -------------- | -------------- | ------------ | -------------- | ----------------------------- | ---------------- | -------------- | ---------- |
| 1910 | 208,598        |                | 11,810         | 4,873        | 6,937          | 利子82開業前預金利子567       | 繰越損金補填367  | 2,093          | 17.84      |
| 1911 | 2,348,218      |                | 117,916        | 67,573       | 50,343         |                               |                  |                | 17.14      |
| 1912 | 2,642,498      | 960            | 144,435        | 70,488       | 73,947         | 利子793                       |                  | 18,534         | 17.84      |
| 1913 | 2,907,631      | 15,110         | 166,746        | 81,452       | 85,294         | 利子894                       |                  | 21,521         | 18.12      |
| 1914 | 2,757,973      | 13,658         | 154,348        | 89,638       | 64,710         | 軽便鉄道16,541利子1,150       | 軽便鉄道7,991    | 23,022         | 18.09      |
| 1915 | 3,024,499      | 4,697          | 170,792        | 100,546      | 70,246         | 軽便鉄道24,700利子491         | 軽便鉄道21,806   | 26,831         | 18.54      |
| 1916 | 3,340,247      | 26,505         | 192,617        | 107,781      | 84,836         | 28,954                        | 19,536           | 26,501         | 18.54      |
| 1917 | 3,841,692      | 32,827         | 234,399        | 136,880      | 97,519         | 軽便鉄道32,112                | 13,761           | 26,114         | 18.54      |
| 1918 | 4,262,149      | 40,109         | 315,448        | 195,035      | 120,413        | 47,736                        | 26,029           | 16,461         | 18.54      |
| 1919 | 5,347,940      | 55,391         | 427,176        | 275,571      | 151,605        | 78,021                        | 46,528           | 14,209         | 18.54      |
| 1920 | 5,933,547      | 59,359         | 504,735        | 348,164      | 156,571        | 176,578不用財産処分益金20,560 | 104,761          | 13,974         | 18.54      |
| 1921 | 7,941,230      | 53,313         | 578,225        | 353,482      | 224,743        |                               |                  |                | 18.54      |
| 1922 | 8,478,452      | 52,375         | 603,456        | 345,677      | 257,779        |                               |                  |                | 18.54      |
| 1923 | 9,300,289      | 41,449         | 635,080        | 377,017      | 258,063        | 373,616                       | 203,520          | 23,094         | 18.54      |
| 1924 | 9,089,447      | 16,240         | 597,443        | 279,412      | 318,031        | 397,882                       | 267,296          | 30,389         | 18.57      |
| 1925 | 9,969,897      | 15,738         | 637,294        | 301,904      | 335,390        | 418,486                       | 282,353          | 65,633         | 19.73      |
| 1926 | 10,961,823     | 16,222         | 684,951        | 341,359      | 343,592        | 148,649                       |                  | 87,875         | 19.73      |
| 1927 | 11,237,835     | 12,726         | 697,808        | 357,273      | 340,535        | 175,512                       |                  | 71,892         | 32.05      |
| 1928 | 11,825,583     | 10,131         | 718,568        | 365,758      | 352,810        | 地方鉄道電燈電力119,157       |                  | 62,185         | 32.05      |
| 1929 | 11,192,639     | 7,815          | 642,247        | 334,202      | 308,045        | 地方鉄道電燈電力178,536       | 償却金雑損16,733 | 145,431        | 32.05      |
| 1930 | 4,166,123      | 1,171          | 224,537        | 122,576      | 101,961        | 地方鉄道電燈電力105,995       | 社債差損金6,330  | 89,833         | 32.05      |

### 鉄道線
| 年度 | 輸送人員（人） | 貨物量（トン） | 営業収入（円） | 営業費（円） | 営業益金（円） | その他益金（円）      | その他損金（円）    | 支払利子（円） | 政府補助金（円） | 距離（哩） |
| ---- | -------------- | -------------- | -------------- | ------------ | -------------- | --------------------- | ------------------- | -------------- | ---------------- | ---------- |
| 1914 | 280,626        | 325            | 16,542         | 7,953        | 8,589          |                       |                     |                |                  | 3.12       |
| 1915 | 445,940        | 1,174          | 23,942         | 14,858       | 9,084          |                       |                     | 6,948          | 757              | 3.18       |
| 1916 | 502,583        | 2,034          | 26,547         | 12,912       | 13,635         |                       |                     | 6,625          | 2,407            | 3.18       |
| 1917 | 582,268        | 2,594          | 32,113         | 13,700       | 18,413         |                       | 補助金返納61        | 5,223          |                  | 3.18       |
| 1918 | 635,796        | 3,190          | 37,053         | 17,871       | 19,182         |                       |                     | 3,833          |                  | 3.18       |
| 1919 | 850,168        | 2,014          | 54,860         | 31,680       | 23,180         | 軌道及電燈電力148,647 |                     | 2,939          |                  | 3.18       |
| 1920 | 1,251,867      | 2,167          | 110,151        | 65,971       | 44,180         | 電燈及軌道192,052     |                     | 1,258          |                  | 6.4        |
| 1921 | 2,070,594      | 3,045          | 214,224        | 115,178      | 99,046         |                       |                     |                |                  | 10.7       |
| 1922 | 2,580,628      | 7,329          | 229,078        | 108,674      | 120,404        |                       |                     |                |                  | 10.7       |
| 1923 | 2,839,542      | 8,391          | 258,498        | 122,789      | 135,709        | 軌道部その他750,197   | 軌道部その他466,718 | 14,124         |                  | 10.47      |
| 1924 | 3,139,312      | 6,984          | 272,042        | 155,210      | 116,832        | 軌道及電燈342,208     |                     | 40,812         |                  | 13.06      |
| 1925 | 3,397,065      | 7,265          | 289,866        | 165,301      | 124,565        | 電燈軌道業322,999     |                     | 14,706         |                  | 13.06      |
| 1926 | 4,371,360      | 9,911          | 385,993        | 214,190      | 171,803        | 軌道並電燈319,492     |                     | 86,928         |                  | 17.13      |
| 1927 | 4,694,102      | 9,899          | 448,278        | 247,021      | 201,257        | 電燈軌道330,809       |                     | 87,990         |                  | 27.62      |
| 1928 | 5,006,423      | 9,633          | 419,558        | 246,025      | 173,533        | 電燈軌道342,733       | 雑損10,000          | 96,484         |                  | 33.13      |
| 1929 | 5,028,737      | 7,424          | 415,692        | 236,253      | 179,439        | 電燈軌道339,774       | 償却金5,140         | 189,656        |                  | 33.13      |
| 1930 | 1,850,490      | 1,507          | 150,348        | 79,138       | 71,210         | 軌道電燈136,747       | 雑損6,331           | 89,833         |                  | 33.13      |

- 鉄道院年報、鉄道院鉄道統計資料、鉄道省鉄道統計資料、鉄道統計資料各年度版
- その他益金、その他損金で重複あり
- 1927年以降の距離はKm

## 車両
自社で注文した車両（電車、附随客車、電動貨車、貨車）と合併した長良軽便鉄道と岐北軽便鉄道の電車がある。
- 木造単車
  - 長良軽便鉄道1 - 4は美濃電気軌道G51 - 54と付番されたが1924年に全車岡山電気軌道に譲渡されており名古屋鉄道には引き継がれなかった。そのうち一両はさらに米子電車軌道に譲渡されている[38]。
  - 岐北軽便鉄道甲形・乙形1 - 6は美濃電気軌道G13-17、19と付番された。
- セミシ64形（64-66）1926年製造の半鋼製単車。
- BD500形（501-504）1921年名古屋電車製作所製の木製ボギー電車。当初笠松線で使用され1925年に美濃町線、鏡島線に移る。
- BD505形（505-510）1923年日本車輌製の木製ボギー電車。鉄道線で使用。
- セミボ510形（511-515）1926年日本車輌製半鋼製ボギー電車。美濃町線に使用される。
- デワ600形
- S型散水車1・W型散水車2
- トフ300形（貨車）
- ワフ200形（貨車）

### 車両数の変遷
| 年度 | 鉄道線 | 鉄道線   | 鉄道線   | 軌道線 | 軌道線 | 軌道線   | 軌道線   |
| 年度 | 電車   | 有蓋貨車 | 無蓋貨車 | 電車   | 客車   | 有蓋貨車 | 無蓋貨車 |
| ---- | ------ | -------- | -------- | ------ | ------ | -------- | -------- |
| 1910 |        |          |          | 17     |        | 2        |          |
| 1911 |        |          |          | 19     |        | 2        | 2        |
| 1912 |        |          |          | 26     | 2      | 2        | 3        |
| 1913 |        |          |          | 28     |        | 2        | 5        |
| 1914 | 6      |          |          | 33     |        | 3        | 5        |
| 1915 | 6      | 2        |          | 33     |        | 3        | 6        |
| 1916 | 6      |          |          | 33     |        | 3        | 9        |
| 1917 | 6      |          |          | 33     |        | 3        | 12       |
| 1918 | 6      | 2        |          | 37     |        | 4        | 14       |
| 1919 | 6      |          |          | 37     |        |          | 14       |
| 1920 | 10     |          |          | 42     |        | 3        | 14       |
| 1921 | 20     |          |          | 52     |        | 3        | 17       |
| 1922 | 20     |          |          | 52     |        | 8        | 17       |
| 1923 | 30     |          |          | 38     |        | 8        | 17       |
| 1924 | 24     |          | 2        | 40     |        | 8        | 15       |
| 1925 | 19     |          |          | 48     |        | 8        | 17       |
| 1926 | 22     | 1        | 2        | 53     |        | 6        | 19       |
| 1927 | 32     | 1        | 2        | 49     | 4      | 6        | 17       |
| 1928 | 29     | 1        | 2        | 52     | 4      | 6        | 17       |
| 1929 | 29     | 1        | 2        | 52     | 4      | 6        | 17       |

- 鉄道院年報、鉄道院鉄道統計資料、鉄道省鉄道統計資料、鉄道統計資料